# نيدا (يهودية)

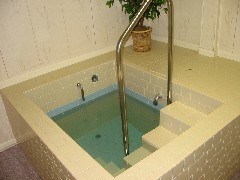

تصف كلمة نيدا (بالعبرية: נִדָּה) في اليهودية، المرأة أثناء فترة الحيض، أو المرأة أثناء دورتها الشهرية والتي لم تكمل بعد الشروط اللازمة للغطس في حوض ميكفاه (حمام تابع لطقوس دينيّة).
تُحرِّم التوراة في سفر اللاويين، الاتصال الجنسي في فترة الحيض. وقد بقي هذا التحريم ساريًا في القانون اليهودي التقليدي وعند السامريين حتى أواخر القرن التاسع عشر.

## أصل الكلمة والاستخدام
يعني الاسم المؤنث (النّيدا) بشكل حرفيّ النقل أو (الانفصال)، ويشير عمومًا إلى الانفصال بسبب النجاسة.

### الكتاب العبريّ
تكرّرت كلمة (النّيدا) 25 مرة في المخطوطات الماسورتية من الكتاب العبري. تشير هذه الاستخدامات الكثيرة إلى أشكال النجاسة في كتاب سفر اللاويين. على سبيل المثال، في سفر اللاويين، إذا تزوّج الرجل زوجة شقيقه، فهذا يُعتبَر (نجاسة).

## تطبيق التوراة

### جانب الطهارة في الشعائر الدينية
تنص لوائح سفر اللاويين على أن المرأة في فترة الحيض يجب أن تبقى «مُبعَدة» لمدة سبعة أيام (سفر اللاويين 15: 19). إذ يصبح أي شيء تجلس عليه أو تستلقي عليه خلال هذه الفترة «حاملًا للنجاسة». و يُعتَبر الشخص الذي يُلامس أغراضها خلال هذه الفترة نجسًا أيضًا (سفر اللاويين 15: 19-(23 .

### العلاقات الجنسية
يُحرِّم كتاب سفر اللاويين أيضًا الاتصال الجنسي مع المرأة في فترة الحيض. «وامرأة في حالتها النجسة يجب ألا تقترب منها (بقصد) أن تكشف عُريَّها» (سفر اللاويين، 18: 19).
يفرض كتاب التوراة عقوبة «الكارث» على كل من (الرجل والمرأة) في حال انتهاك المُحرَّمات (سفر اللاويين 20: 18).

## القوانين العملية

### المصطلحات والتعاريف ذات الصلة
- فيستوت: الأيام التي من المحتمل أن ترى فيها المرأة تدفق الطمث.
- اوناه بينونيت: اليوم الثلاثين منذ بداية الحيض السابق.
- فيسيت هاشوديش: اليوم الذي بدأ فيه الحيض السابق من الشهر اليهودي.
- فيسيت هافلاغا: الأيام الفاصلة بين الطموث.
- بيديكا: قطعة قماش للتحقق مما إذا كان دم الحيض قد توقف.

على الرغم من وجود لوائح توراتية تصف الحيض الطبيعي والحيض غير الطبيعي، اختُلف عليها خلال العصر الكلاسيكي. وكنتيجة لهذا الاختلاف، اتُفق على الانتظار لمدة سبعة أيام بعد توقف الحيض، ثم تُغمَر المرأة في مياه طقوس التطهير.

### بداية الحيض
تصبح المرأة نجسة وفقًا للقانون الحاخاميّ، عندما يتدفّق الدم من رحمها، سواء كان ذلك بسبب الحيض أو الولادة أو الأمراض المنقولة جنسياً أو لأسباب أخرى. إذا بدأ الحيض قبل أن ترى المرأة دليلًا على ذلك، فإن اللوائح الحاخامية تعتبرها غير نجسة إلى أن تلاحظ وجود دليل.
ليس من الضروري للمرأة أن تشاهد تدفق الدم بحد ذاته؛ يكفيها أن تلاحظ وجود بقعة دماء مع دليل أنها جاءت من رحمها؛ بقع الدم وحدها غير كافية دون دليل، على سبيل المثال، إذا وجدت بقعة دماء مباشرةً بعد قطع إصبعها، فإنها لا تصبح نجسة، لأن الدماء هذه ليس من المؤكد أنها من الرحم. إذا لاحظت المرأة وجود بقع دماء من منشأ غير مُؤكّد، على سبيل المثال على ملابسها الداخلية، فهناك سلسلة من المعايير المعقدة التي يستخدمها القانون الحاخامي لتحديد ما إذا كانت تدّعي أم لا؛ ليس من المتوقع أن تعرف المرأة نفسها هذه المعايير، ويجب عليها أن تطلب مساعدة الحاخام.

### مدة الحيض وحالة النّيدا
التعريف التوراتي للنّيدا هو أي انبعاث للدم يحدث خلال سبعة أيام من بداية فترة الحيض. تغمر المرأة في حوض ميكفاه فور توقفها عن الحيض بعد فترة السبعة أيام هذه. يُعتبر أي دم يُعثر عليه بعد هذه الأيام السبعة دمًا غير طبيعي ويخضع لمتطلبات أكثر صرامة، اعتمادًا على مدة تدفق الدم. في أيام «الأمورايم»، وبسبب الارتباك المحتمل في تحديد موعد بدء الدورة الشهرية ونهايتها، أصبح من المسموح أن تعالج جميع النساء أي تدفق دموي غير طبيعي ويتطلب ذلك عدّ سبعة أيام نظيفة خالية من الإفرازات غير الطبيعية بعد نهاية الحيض. تحكم اليهودية الأرثوذكسية وبعض اليهود المحافظين بوجوب الالتزام بقانون «الأيام السبعة النظيفة».
يجب حساب الأيام السبعة من النقطة التي تتوقف فيها الإفرازات غير الطبيعية، إذ يُعتبَر من المهم تاريخيًا في اليهودية تحديد متى يحدث ذلك. أصدر الحكماء أن العد لسبعة أيام لا يبدأ حتى مرور 72 ساعة على الأقل منذ بداية الحيض، وذلك لأن تسرب السائل المنوي إلى الداخل يبطل عملية حساب يوم «نظيف».
مددت اليهودية الأشكنازية الأرثوذكسية هذه العادة إلى خمسة أيام، وهو الأمر الذي طُبِّق في جميع الحالات بغض النظر عما إذا كانت المرأة قد مارست الجماع مؤخرًا أم لا. وهكذا تستمر الفترة لمدة اثني عشر يومًا على الأقل في التقاليد الأشكنازية، فيكون الحد الأدنى لتدفق الحيض لمدة 5 أيام، بالإضافة إلى الأيام إل7  التالية. يبدأ عدّ الأيام عندما ترى المرأة دم الحيض لأول مرة، وينتهي بعد 12 يومًا، أو بعد 7 أيام من توقف التدفق.
أما اليهود غير الأشكنازيين فهم يتبعون مجموعة متنوعة من العادات. إذ أن الإحصاء قد يبدأ في منتصف اليوم، إلا أنه دائمًا ما ينتهي في مساء اليوم الأخير.

### الاتصال الجسدي خلال النّيدا
مثلما هو الحال مع معظم العلاقات المُحرَّمة في اليهودية، يُمنع أي اتصال جسدي بطريقة عاطفية أو شهوانية من الناحية الحاخامية عندما تكون المرأة في فترة الحيض. يُحرّم هذا الاتصال بين الرجل والمرأة، سواء كانا متزوجين أم لا. 
يضيف الحكماء قيود إضافية في حالة الزوج والزوجة، بما في ذلك اللمس الذي لا يكون بطريقة عاطفية أو شهوانية، وتمرير الأشياء حتى بدون لمس، والنوم في السرير نفسه؛ وُضعت هذه القيود لتجنب أي خطر قد يؤدي إلى الاتصال الجنسي. وتسمى هذه القوانين (هارخاكوت) وهي تعني «الفواصل»، وبهذا تكون العلاقات قادرة على تطوير طرق غير ماديّة للتواصل، مثل الروابط العاطفية والرّوحية.
بعض المناطق المحافظة أكثر تساهلاً بكثير في تطبيق الهارخاكوت من السلطات الأرثوذكسية في العصور الوسطى أو المعاصرة. حكمت الحاخام ميريام بيركوفيتش في جواب شرعي كتبته في لجنة القانون والمعايير اليهودية التابعة للجمعية الحاخامية، بأنه «يجب مراعاة الهارخاكوت قدر المستطاع، لكن يُترك تقدير ذلك إلى كل زوجين».
تُحرّم اللوائح الكلاسيكية العلاقات الجنسية في اليوم الذي تتوقع فيه المرأة بدء الحيض؛ هناك ثلاثة أيام تندرج تحت هذا النظام، والمعروفة باسم (فيسيت) وهي: نفس اليوم من الشهر الذي بدأت فيه الدورة الشهرية السابقة؛ واليوم بعد 30 يومًا من بدء الحيض السابق؛ واليوم الذي يُعتبر الفاصل المعتاد من نهاية الحيض السابق لها. إذا لم تكن المرأة حائضًا في تلك الأيام، فهناك بعض الظروف التي يُسمح فيها بالنشاط الجنسي وفقًا لمعظم السلطات، على سبيل المثال، إذا كان زوج المرأة على وشك السفر، ولن يعود إلا بعد بدء الحيض.

### الخصوبة والنّيدا
نظرًا لأن اليوم الذي تغطس فيه المرأة في حوض ميكفاه هو تقريبًا بعد حوالي 12 يومًا من بدء الحيض، فهو يتزامن غالبًا مع فترة الإباضة لدى المرأة، وبالتالي تتحسّن فرص الحمل الناجح إذا حدثت علاقات جنسية في تلك الليلة.

#### الفحص باستخدام (بيديكا)
قطعة قماش البيديكا أو «قطعة قماش الفحص»، هي قطعة قماش بيضاء نظيفة تستخدم في عملية التطهير. تُستعمل من قبل النساء اليهود الملتزمين لتحديد الانتهاء من فترة الحيض. تُدخَل قطعة القماش في المهبل، وإذا لم تعثر على دم، فقد تبدأ المرأة في حساب الأيام السبعة النظيفة. تقوم المرأة بإجراء هذا الفحص في كل يوم من هذه الأيام السبعة، في فترتي الصباح وبعد الظهر قبل غروب الشمس. إذا لم تعثر على دم، فقد تذهب إلى حوض الميكفاه في مساء اليوم الثامن بعد حلول الظلام. تكون هذه الأقمشة حوالي 2 إلى 4 بوصات، وهي متوفرة في المتاجر، يمكن أن تُصنع من الأقمشة القطنية الناعمة البيضاء أو الأقمشة الكتانية النظيفة. 